# Marathon van Hongkong 2006
De marathon van Hongkong 2006 werd gelopen op 12 februari 2006 in Hongkong. 
De wedstrijd werd bij de mannen gewonnen door de Keniaan Simon Bor. Hij had een ruime minuut voorsprong op zijn landgenoot Stephen Ndungu. Bij de vrouwen zegevierde de Ethiopische Dire Tune met een voorsprong van bijna zes minuten in 2:35.15.
In totaal finishten er 3317 lopers, waarvan 3040 mannen en 277 vrouwen.

## Uitslagen

### Mannen
| rang   | naam                 | land | tijd    |
| ------ | -------------------- | ---- | ------- |
| Goud   | Simon Bor            | KEN  | 2:14.18 |
| Zilver | Stephen Ndungu       | KEN  | 2:15.23 |
| Brons  | Taye Moges           | ETH  | 2:17.48 |
| 4      | Eric Chepkwony       | KEN  | 2:17.58 |
| 5      | Philip Bandawe       | TAN  | 2:18.08 |
| 6      | Noah Bor             | KEN  | 2:18.17 |
| 7      | Kirwa Meshack Kosgei | KEN  | 2:18.41 |
| 8      | Emmanuel Kosgei      | KEN  | 2:18.53 |
| 9      | Daniel Too           | KEN  | 2:19.58 |
| 10     | Noah Talam           | KEN  | 2:20.16 |

### Vrouwen
| rang   | naam                | land | tijd    |
| ------ | ------------------- | ---- | ------- |
| Goud   | Dire Tune           | ETH  | 2:35.15 |
| Zilver | Measo Arsede        | ETH  | 2:41.04 |
| Brons  | Nina Kolyaseva      | RUS  | 2:42.17 |
| 4      | Dai Yan-Yan         | MAR  | 2:43.42 |
| 5      | Tadelesh Birra      | ETH  | 2:46.31 |
| 6      | Krepp Malin Ewerlof | SWE  | 2:47.16 |
| 7      | Lucia Subano        | KEN  | 2:53.17 |
| 8      | Karen Hazlitt       | GBR  | 2:54.05 |
| 9      | Kgs Chandrani       | SRI  | 2:58.16 |
| 10     | Hitomi Koike        | JPN  | 2:59.03 |

1997 ·
1998 ·
1999 ·
2000 ·
2001 ·
2002 ·
2003 ·
2004 ·
2005 ·
2006 ·
2007 ·
2008 ·
2009 ·
2010 ·
2011 ·
2012 ·
2013 · 
2014 ·
2015 ·
2016 ·
2017 ·
2018 ·
2019 ·
2020 · 
2021 ·
2022 ·
2023 ·
2024